# Somálská kočka
Somálská kočka patří mezi dlouhosrstá plemena kočky domácí. Má pružné, svalnaté a elegantně tvarované tělo. Dospělý jedinec váží v průměru 3,5 až 5,5 kg. Kočka má různá zbarvení srsti – od sorrel (červené) přes divoké (rezavé) zbarvení po modrou, stříbrnou a lilu, které byly postupně vyšlechtěny. Je výborným společníkem a oddaným plemenem s přátelskou povahou.

## Historie
Historie somálské kočky spadá do poloviny 20. století. Vychází z plemene habešská kočka. Když se těmto kočkám narodila dlouhosrstá koťata, majitelé je dali vykastrovat a prodávali je jako mazlíčky. Habešské kočky se takto dostaly do Austrálie a do USA. V 60. letech 20. století byla v Kanadě vyšlechtěna první somálská kočka a byla ustavena první chovná linie. Ačkoli jméno kočky může mást, toto plemeno nemá nic společného se Somálskem ani s Afrikou. Jméno dostala podle příbuznosti a podobnosti s habešskou kočkou. V obličeji jsou zřetelné orientální rysy a majestátní výraz.

## Popis
Je středně velká, má pružné a svalnaté tělo a širokou hlavu. Oči jsou mandlového tvaru a mají zlatou nebo zelenou barvu bez ohledu na barvu srsti. Nad očima má pozůstatek kresby – krátkou svislou černou linku vedoucí od horního víčka k uchu. Její velké uši jsou daleko od sebe a směřují dozadu. Na špičkách uší má štětičky, podobně jako rys. Nohy má dlouhé, štíhlé a zakončené malými tlapkami s huňatou srstí. Má středně dlouhou hustou srst s mírně vyklenutým hřbetem. Ocas je dlouhý, hustý a u kořene se slabě zužuje.
Různé barevné varianty kočky somálské se jmenují v různých zemích jinak. Například divoce zbarvená somálka ve Velké Británii se v USA jmenuje rezavě červená. Neobvyklé pojmenování „sorrel“, dříve známé jako červená, je dnes v Británii spolu s divoce zbarvenou somálkou nejběžnější. V Severní Americe je běžná také modrá, plavá, a chovatelé navíc vyšlechtili i stříbrnou a lilovou (levandulovou) odrůdu. Typický znak pro somálskou kočku je tzv. ticking, neboli přítomnost tří až dvanácti pruhů (většinou černých) na každém chlupu. Ticking se objevuje u koťat zhruba od 18 měsíců. Různé barevné varianty mají i odlišné barvy tlapek a spodní strany těla.
Somálská kočka je temperamentní, vyžaduje pozornost a při nedostatečné péči může trpět sociální depresí. Nejlépe se jí žije v domácnosti, kde si má každý den s kým hrát, a dobře se snáší s další kočkou, a dokonce i se psem. Vyznačuje se také vysokou inteligencí a hravostí. Potřebuje aktivní pohyb a dostatek míst k běhání, šplhání a prolézání. Kromě lidské pozornosti je dobré jí také pořídit různé kočičí hračky, kterými se může zabavit, když je o samotě.

## Péče
Ideální podmínky pro chov kočky somálské jsou dostatečný prostor – možnost chodit v létě ven a mít teplé přístřeší na zimu. Jejich hebká srst nevyžaduje speciální péči, i když se počítá mezi dlouhosrstá plemena, většinou se její srst nezacuchává a stačí ji pouze občas vykartáčovat. Pokud má dostatek možností na škrábání, není nutno jí zkracovat a upravovat drápy. Samozřejmostí je pravidelné čištění uší a kontrola srsti a prevence napadení klíšťaty a blechami. Normální velikost jednoho vrhu jsou tři až čtyři koťata. Cena za koupi somálské kočky se pohybuje v rozmezí 6 000 – 15 000 Kč. Výstavní a šlechtěné kočky však mohou stát mnohem víc. Celkové náklady na chov a péči jsou přibližně stejné jako u většiny běžných plemen.

## Galerie

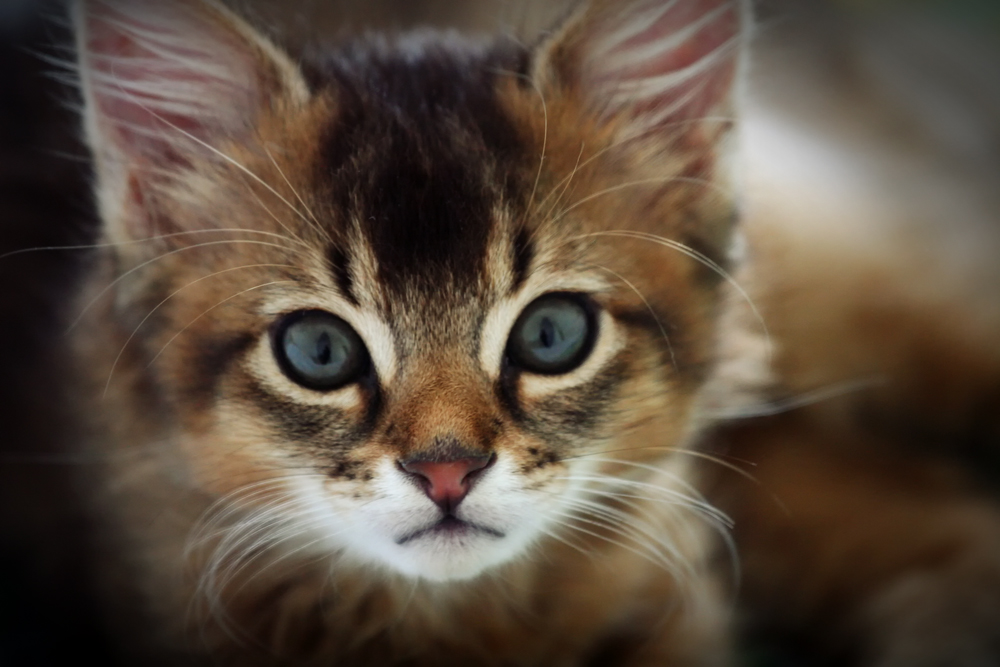
Kotě somálské kočky ve zbarvení ruddy
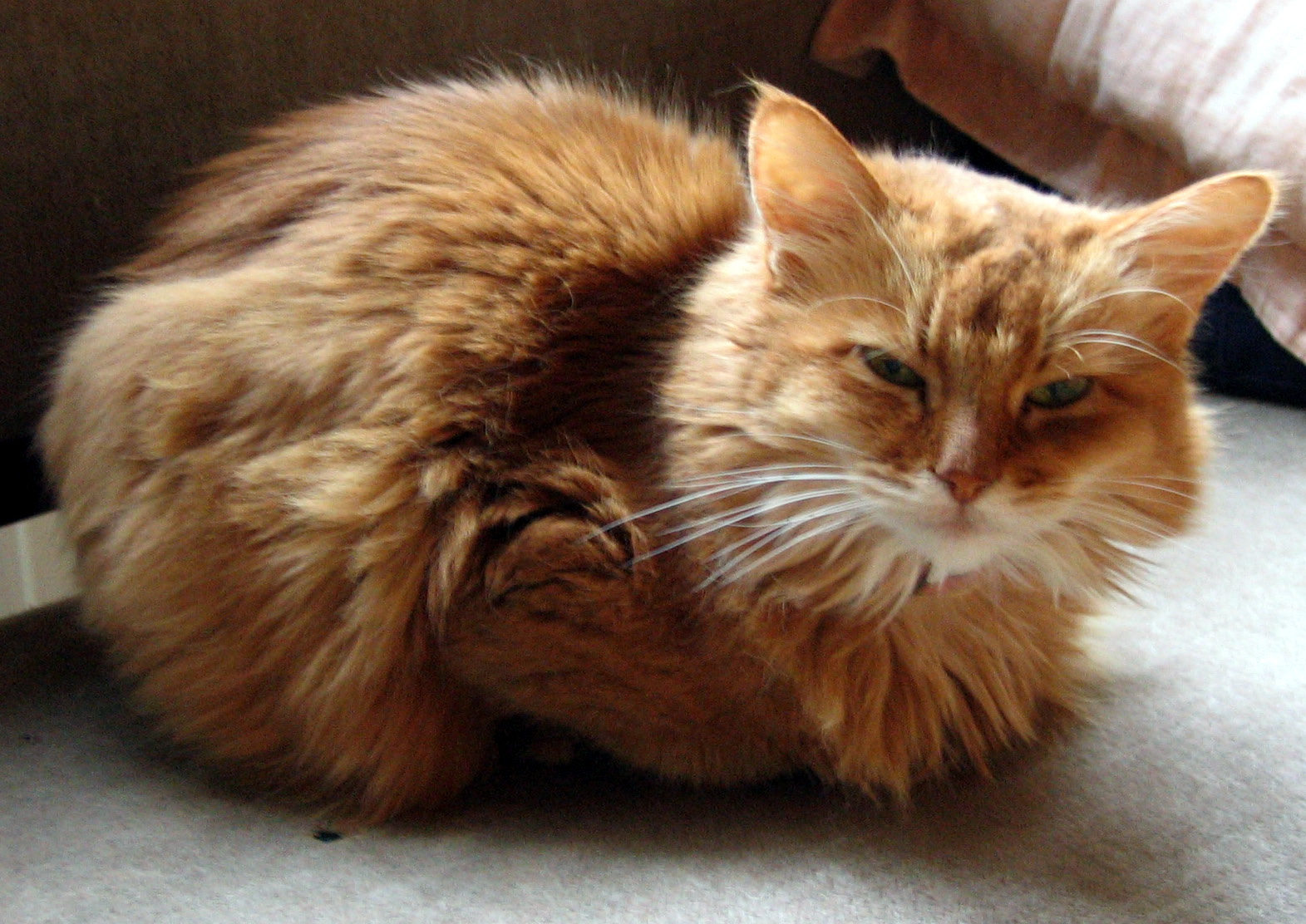
Somálská kočka ve zbarvení sorrel
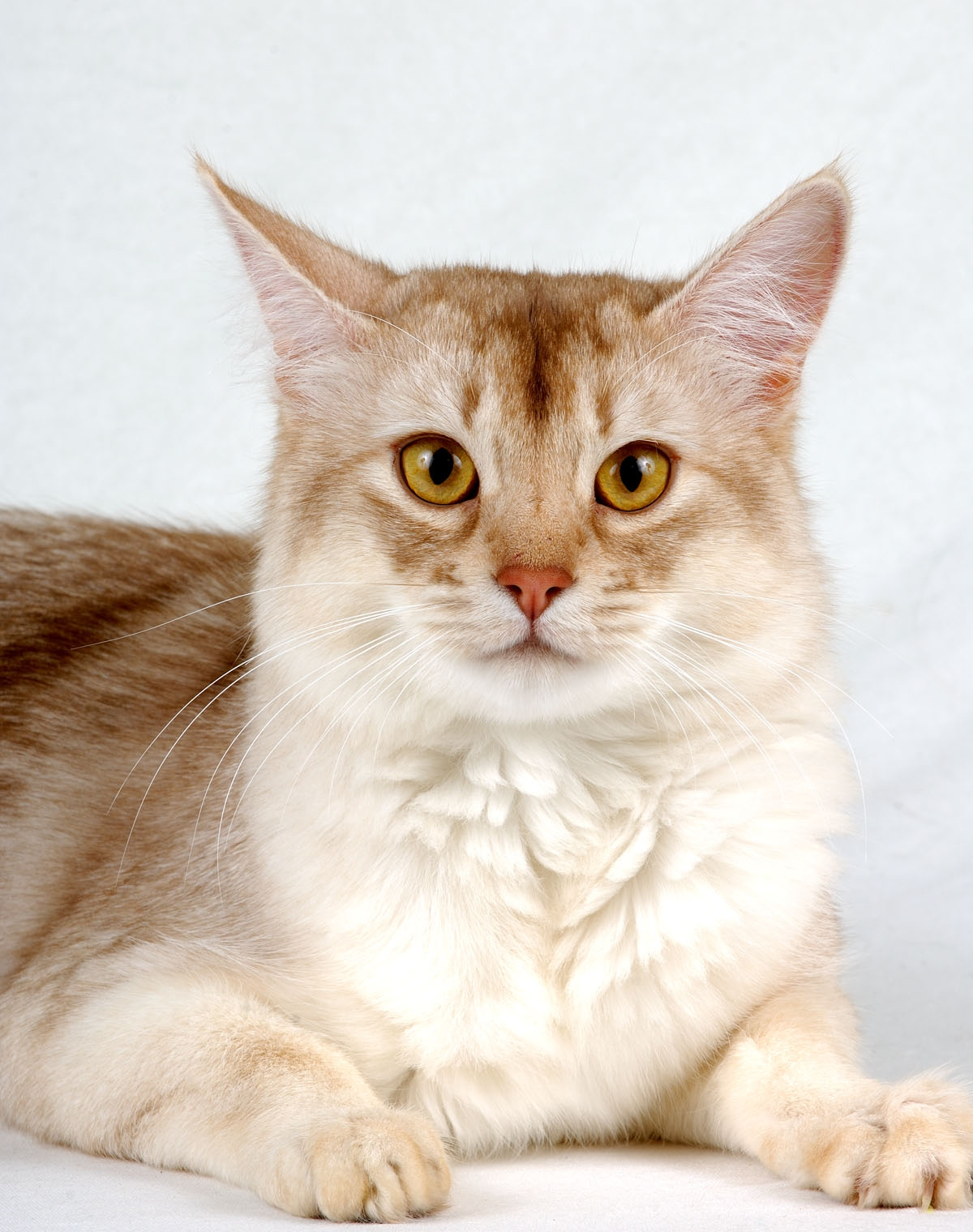
Somálská kočka sorrel stříbrná
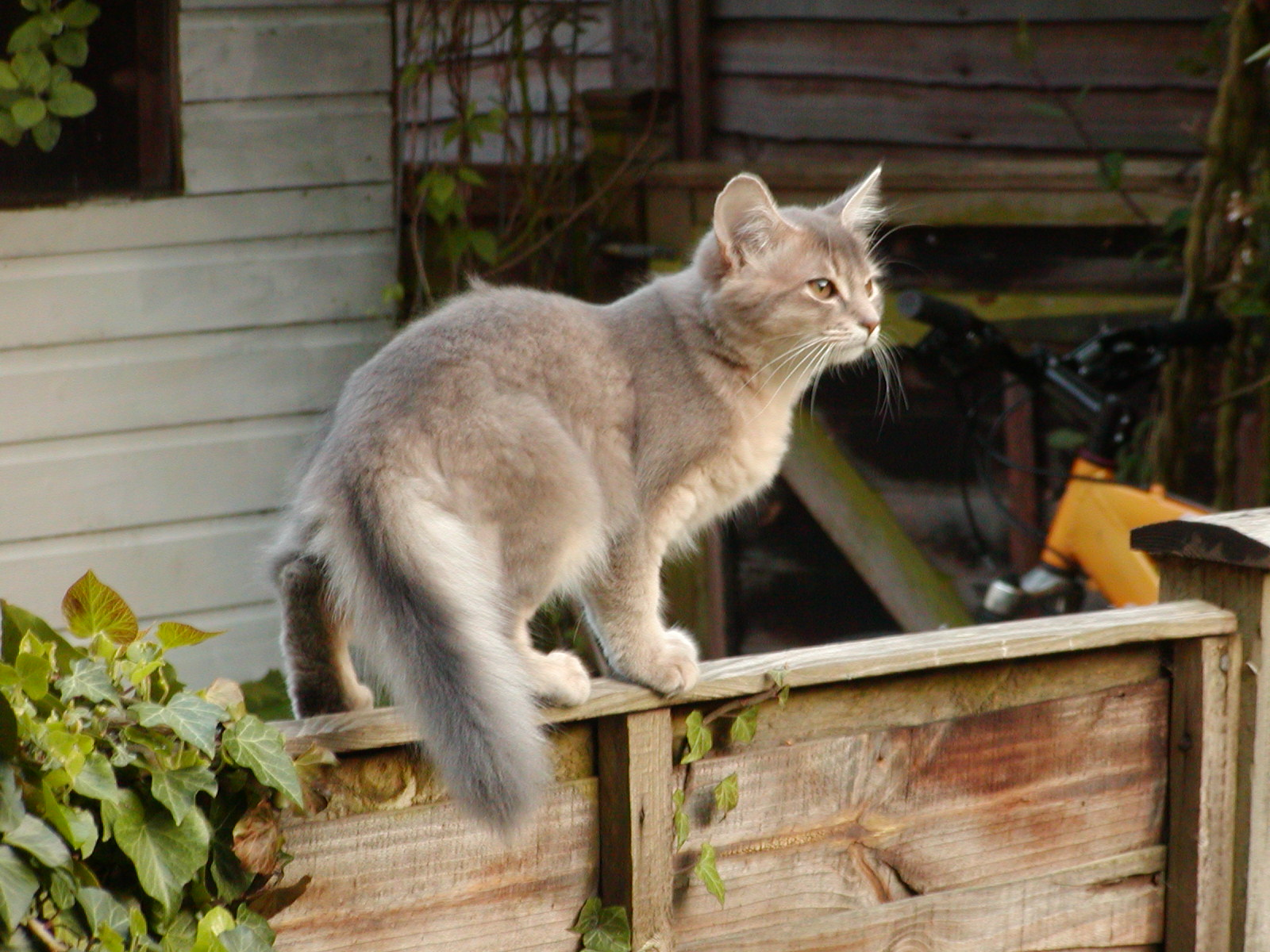
Kotě somálské kočky modré